# 1992 XB
1992 XB är en asteroid i huvudbältet som upptäcktes den 3 december 1992 av de båda japanska astronomerna Takeshi Urata och Akira Natori vid Nachi-Katsuura-observatoriet.
Asteroiden har en diameter på ungefär 10 kilometer.